# 蒂霍米尔·弗兰科维奇
蒂霍米尔·弗兰科维奇（1970年9月30日—），克罗地亚男子赛艇运动员。他曾代表克罗地亚参加1996年和2000年夏季奥林匹克运动会赛艇比赛，其中2000年奥运会获得一枚铜牌。